# Động đất Pohang 2018
Động đất Pohang 2018 (tiếng Hàn Quốc: 2018년 포항 지진) là trận động đất xảy ra vào lúc 05:03:04 (KST), ngày 11 tháng 2 năm 2018. Trận động đất có cường độ 4,7 Mw, tâm chấn độ sâu khoảng 10 km. Hậu quả trận động đất đã làm 43 người bị thương.